# En dag vil ømheden...
En dag vil ømheden... er en dansk kortfilm fra 1999, der er instrueret af Christian Møller.

## Handling
En mentalt forstyrret mand kidnapper en pige for at sætte / ordne hendes hår. Derigennem håber han at opnå et enkelt sekunds ømhed og nærhed. Fortiden og nutiden spiller ham et pus, men miraklernes tid er ikke forbi.